# Osh
Osh (en kirguís: Ош y en ruso: Ош, en uzbeko: Oʻsh) es una ciudad de Kirguistán, está situada en el Valle de Fergana en el sur del país y, a menudo se la llama como la Capital del sur.
Ha servido como centro administrativo de la provincia de Osh desde 1939. La ciudad tiene una población étnicamente mixta con alrededor de 281 900 habitantes (en 2017).
Osh es un lugar animado, con el mayor y más concurrido mercado al aire libre de toda Asia Central. La base industrial de la ciudad que fue establecida durante el período soviético, en gran parte se derrumbó tras la desintegración de la Unión Soviética y ha comenzado a revivir gradualmente. 

## Historia
Según estimaciones de la UNESCO, es uno de los asentamientos más antiguos de Kirguistán, ya que se remonta a más de 3000 años desde el asentamiento humano en la zona. La zona donde se encuentra Osh fue históricamente importante para el comercio durante la época de la Ruta de la Seda, además de ser uno de los centros religiosos del Sufismo en Asia Central, debido a sus importantes lugares considerados sagrados, como el Trono de Salomón.
Osh sirvió de punto central de comercio en tiempos de la Ruta de la Seda, donde las caravanas se dirigían a Ürümqi y Kashgar, hoy parte de la Región Autónoma Uigur de Xinjiang, a través del paso de Torugar, que conecta la región kirguís de Naryn con esta región autónoma de China.
Osh fue un punto estratégico en el establecimiento de los ejércitos de los kanatos y emiratos regionales, la ciudad sobrevivió a las invasiones de los mongoles, rusos y árabes. La ciudad conserva edificios antiguos como la Mezquita de Ravat Abdullakhan Khan (en ruso: Мечеть Рават Абдуллахана, romanizado: Mechet' Ravat Abdullakhana), construida en el siglo XVI, además del Mausoleo de Asaf-ibn-Burkhia (en ruso: Мавзолей Асаф ибн Бурхия, romanizado: Mavzoley Asaf ibn Burkhiya), edificado durante los siglos XVII y XVIII.
Tras la insdustrialización y los crecientes procesos de urbanización de Osh a partir de la década de 1960, muchas personas de etnia kirguís empezaron a trasladarse a la ciudad, habitada originalmente por comunidades uzbekas.

## Clima
Osh posee un clima continental según la clasificación climatológica de Köppen, con veranos cálidos y secos e inviernos fríos. Osh recibe una media anual de 400 milímetros de precipitación, principalmente fuera de los meses de verano. Los veranos son cálidos en Osh con temperaturas que habitualmente sobrepasan los 30 °C. Los inviernos son fríos con temperaturas generalmente por debajo de 0 durante la mayor parte de la estación. La primavera y el otoño son estaciones de transición, con temperaturas en aumento a lo largo de la primavera y en descenso durante el otoño.  
| Parámetros climáticos promedio de Osh | Parámetros climáticos promedio de Osh | Parámetros climáticos promedio de Osh | Parámetros climáticos promedio de Osh | Parámetros climáticos promedio de Osh | Parámetros climáticos promedio de Osh | Parámetros climáticos promedio de Osh | Parámetros climáticos promedio de Osh | Parámetros climáticos promedio de Osh | Parámetros climáticos promedio de Osh | Parámetros climáticos promedio de Osh | Parámetros climáticos promedio de Osh | Parámetros climáticos promedio de Osh | Parámetros climáticos promedio de Osh |
| Mes                                   | Ene.                                  | Feb.                                  | Mar.                                  | Abr.                                  | May.                                  | Jun.                                  | Jul.                                  | Ago.                                  | Sep.                                  | Oct.                                  | Nov.                                  | Dic.                                  | Anual                                 |
| ------------------------------------- | ------------------------------------- | ------------------------------------- | ------------------------------------- | ------------------------------------- | ------------------------------------- | ------------------------------------- | ------------------------------------- | ------------------------------------- | ------------------------------------- | ------------------------------------- | ------------------------------------- | ------------------------------------- | ------------------------------------- |
| Temp. máx. media (°C)                 | 2                                     | 4                                     | 12                                    | 18                                    | 25                                    | 31                                    | 33                                    | 32                                    | 27                                    | 19                                    | 13                                    | 5                                     | 18.4                                  |
| Temp. mín. media (°C)                 | -6                                    | -5                                    | 2                                     | 6                                     | 11                                    | 16                                    | 18                                    | 17                                    | 11                                    | 6                                     | -2                                    | -4                                    | 5.8                                   |
| Precipitación total (mm)              | 34                                    | 42                                    | 61                                    | 67                                    | 47                                    | 23                                    | 9                                     | 7                                     | 6                                     | 37                                    | 36                                    | 47                                    | 416                                   |
| Fuente: Yandex weather                |                                       |                                       |                                       |                                       |                                       |                                       |                                       |                                       |                                       |                                       |                                       |                                       |                                       |

## Ciudades hermanadas
- Estambul (Turquía)
- San Petersburgo (Rusia)
- Yeda (Arabia Saudí)